# OPhone
Ophone ou Open Mobile System est un système d'exploitation pour téléphone mobile,  fonctionnant sur le noyau Linux. Il est basé sur des technologies initialement développées par Android Inc, une société rachetée plus tard par Google, et sur le travail effectué par l'Open Handset Alliance. Le système d'exploitation OPhone n'est apparu que sur les téléphones de China Mobile et le logiciel a été développé pour China Mobile par la société de logiciels Borqs. Une version modifiée d'OMS est apparue chez d'autres opérateurs sous le nom d'Android+, également développé et maintenu par Borqs. Android a été modifié pour les marchés chinois locaux par le réseau de développeurs de logiciels OPhone de China Mobile.

## Historique
OPhone est une plateforme logicielle pour smartphones basée sur Linux, développée par China Mobile et basée sur le système d'exploitation Android développé par Google. OPhone est basé sur des logiciels à code source ouvert et des technologies Internet mobiles. Pour les utilisateurs finaux, OPhone a pour but de fournir un accès bon marché et bas de gamme à un smartphone d'entrée de gamme et une expérience limitée de l'Internet mobile en utilisant le réseau TD-SCDMA propriétaire de China Mobile et son réseau GSM.

### Développement du logiciel
China Mobile a publié successivement les versions 1.0 et 1.5 du SDK OPhone pour une utilisation publique.
En février 2010, China Mobile a publié la version 2.0 du SDK pour un usage public. Selon un communiqué de Sina Tech, cette itération incluait la prise en charge du cadre API de Windows Mobile.
En avril 2010, environ 600 applications avaient été développées spécifiquement pour les OPhones.